# Aladár Gerevich
Aladár Gerevich (Jászberény, Imperi Austrohongarès, 16 de maig de 1910 - Budapest, Hongria, 14 de maig de 1991) va ser un tirador hongarés especialitzat en el sabre. El seu extens palmarès el converteix en un dels més reconeguts de tota la història.
Aladár Gerevich va guanyar un total de set medalles d'or als Jocs Olímpics d'Estiu. Tot i que no van haver edicions olímpiques en 1940 i 1944 per la II Guerra Mundial, Gerevich ha guanyat, juntament amb l'alemanya Birgit Fischer, medalles d'or en sis cites diferents i és l'únic que ha vençut en la mateixa prova sis vegades (el sabre per equips), amb vint-i-vuit anys de diferència entre el primer i el darrer cop. A més, Gerevich va triomfar en repetides ocasions als Campionats Mundials d'Esgrima.
Dins de la seva família tant la seva dona Erna Bogen, com el seu sogre Albert Bogen i el seu fill Pal Gerevich van guanyar medalles olímpiques en esgrima.